# Budynek poczty przy ul. Tadeusza Kościuszki 26 w Sanoku
Budynek poczty przy ul. Tadeusza Kościuszki 26 w Sanoku – budynek poczty w Sanoku.

## Historia
Pierwotnie budynek figurował pod numerem konskrypcyjnym 74.
Pierwotnie budynek stanowił własność Wojciecha Ślączki (1851-1925), powstańca styczniowego, adwokata, działacza niepodległościowego oraz politycznego i społecznego w Sanoku. Na początku I wojny światowej w budynku mieściło się biuro Legionów. Potem, w trakcie okupacji rosyjskiej Sanoka w listopadzie 1914 wnętrze budynku strawił pożar w czasie gdy zamieszkiwali tam sztabowcy. Wskutek pożaru zniszczeniu uległo wyposażenie domu, a także mieszkania zamieszkującego tam prof. Jana Augustyńskiego (w tym jego bogata biblioteka). W 1915 dr Ślączka korespondencyjnie czynił starania zmierzające oszacowanie strat w wyniku spalenia domu.
W 1931 właścicielem nieruchomości z budynkiem poczty (wtedy pod adresem ul. Tadeusza Kościuszki 2) był syn Wojciecha, Roman Ślączka. W 1938 do adresu ulicy T. Kościuszki 26 byli przypisani: Syndykat Emigracyjny oddział Sanok, adwokat dr Izydor Sobel oraz kupiec Herman Sobel.
Podczas II wojny światowej w okresie okupacji niemieckiej w budynku mieściły się mieszkania gestapo.
Po zakończeniu II wojny światowej i nastaniu Polski Ludowej około 1945 Roman Ślączka wynajął rodzinną kamienicę na potrzeby poczty (wcześniej, od sierpnia 1944 przez kilka miesięcy poczta funkcjonowała w kamienicy przy ulicy Adama Mickiewicza 2). Budynek przeszedł na rzecz poczty. Gmach został siedzibą głównego urzędu Poczty Polskiej w Sanoku.
W okresie PRL budynek był kilkakrotnie przebudowywany celem dostosowania do potrzeb funkcjonującej w nim poczty. Na początku 1968 dobiegał końca remont budynku, stanowiącego siedzibę Urzędu Pocztowego i Telekomunikacyjnego nr 1 w Sanoku; do tego czasu został przebudowane wnętrze gmachu, zainstalowano centralne ogrzewanie i wyposażenie, zaś w dalszym okresie planowano wykonanie elewacji, ogrodzenia i reklam neonowych. 
Od lat 90. placówka Poczty Polskiej w budynku funkcjonuje jako oddział Sanok 1.
1 maja 1990 wartownik pocztowy dokonał śmiertelnego postrzelenia atakującego go mężczyzny.
Od 1997 budynek poczty był remontowany (poczta została czasowo przeniesiona do obiektu nieopodal), po czym ponownie otwarty uroczyście 26 maja 1999, a działalność poczty podjęto 1 czerwca 1999.
Charakterystycznym elementem budynku był zegar, umocowany na ramieniu w drugiej połowie XX wieku. Około 1980 zegar został usunięty. W grudniu 2001 na frontowej elewacji budynku obok głównego wejścia został ponownie zainstalowany zegar.